# 14511 Nickel
14511 Nickel eller 1996 EU3 är en asteroid i huvudbältet som upptäcktes den 11 mars 1996 av Spacewatch vid Kitt Peak-observatoriet. Den är uppkallad efter amatörastronomen och piloten Jack Allen Nickel.
Asteroiden har en diameter på ungefär 4 kilometer.